# Гетьман Вадим Валерійович
Вади́м Вале́рійович Ге́тьман (нар. 14 липня 1987) — український футболіст, захисник. Відомий насамперед завдяки виступам у складі футбольного клубу «Арсенал-Київщина», южноукраїнської «Енергії», чернігівської «Десна», київського «Арсенала» та низки інших українських клубів.

## Життєпис
Вадим Гетьман почав займатися футболом у Щасливому, захищаючи кольори місцевого «Борисфена» в чемпіонаті ДЮФЛУ. Першим професійним клубом хлопця стала южноукраїнська «Енергія», за яку він відіграв чотири сезони. Залишивши клуб у статусі вільного агента, Гетьман транзитом через кременчуцький «Кремінь» вперше опинився у Білій Церкві, де захищав кольори місцевої «Росі».
У 2010 році перейшов до лав чернігівської «Десни», за яку виступав протягом півтора року. Взимку 2011 року уклав угоду з вінницькою «Нивою», однак через незадовільну фінансову ситуацію в клубі, що призвела до розформування команди, незабаром повернувся до Чернігова.
З 2013 по 2016 рік виступав за білоцерківський «Арсенал-Київщина», де був одним з найдосвідченіших гравців та капітаном команди.
У липні 2016 року на правах вільного агента перейшов до лав київського «Арсенала».